# Stepan (kot)
Stepan (ukr. Степан) – kot pręgowany, który zyskał popularność w mediach społecznościowych za sprawą swojej spokojnej natury i znużonej postawy, stając się najpopularniejszym kotem z Ukrainy. Na Instagramie ma ponad milion obserwujących. Ma również konta w portalach Twitter i TikTok.
Stepan urodził się w 2008 roku w Charkowie. Jego właścicielka, Anna, znalazła go, gdy był mały. Od tamtego czasu zamieszkał z nią w bloku na osiedlu Sałtiwka. W 2020 roku podczas kwarantanny spowodowanej pandemią COVID-19 Anna nagrała pierwszy filmik z udziałem Stepana, który niespodziewanie zyskał kilka milionów wyświetleń. Od tego czasu Anna prawie codziennie zamieszcza nowe zdjęcia lub filmiki Stepana.
Według kanału „The Moscow Times” na YouTube, do lipca 2021 roku sława kota przekroczyła granice kraju, a Stepan „zdobył serce” rosyjskiego Internetu.
W listopadzie 2021 roku amerykańska piosenkarka Britney Spears zwróciła uwagę na Stepana w swoim poście na Instagramie. Publikacja ta zyskała ponad 1,3 miliona polubień i ponad 10 tysięcy komentarzy. Niedługo później włoski dom mody Valentino opublikował reklamę jednej ze swoich torebek, z udziałem Stepana.
Po rozpoczęciu inwazji Rosji na Ukrainę 24 lutego 2022 roku i bombardowaniu Charkowa Anna potwierdziła w mediach społecznościowych, że ona i kot Stepan przebywają bezpieczni w schronie. Do zdjęć Stepana dołączyła fotografie zniszczeń spowodowanych przez rosyjską armię oraz wiadomości wzywające do zakończenia wojny i powrotu do pokoju. Wkrótce potem ewakuowała się ze Stepanem do Polski. Światowe Stowarzyszenie Influencerów i Blogerów pomogło im znaleźć bezpieczne miejsce zamieszkania we Francji. Anna, wykorzystując popularność Stepana zebrała w tym czasie ponad 10 tys. dolarów na pomoc ukraińskim zwierzętom.
W maju tego roku kot otrzymał honorowe wyróżnienie w konkursie World Influencers and Bloggers Awards 2022 w Cannes. Podczas ceremonii jej wręczenia Stepan miał na sobie muszkę w kolorach ukraińskiej flagi. Zdobycia nagrody „pogratulował” mu pies Patron.
W sierpniu 2022 roku Anna adoptowała kotkę, której nadała imię Stephania; jest to także kot pręgowany i bardzo przypomina Stepana. W listopadzie tego samego roku Stepan został mianowany "ambasadorem" przez Ministerstwo Kultury Ukrainy w ramach kampanii „Ocal ukraińską kulturę”. Miesiąc później Anna wraz z kotami wróciła do dawnego mieszkania w Charkowie. W styczniu 2024 właścicielka kota poinformowała, że Stepan zachorował ze względu na stres wywołany atakami na Charków, a w marcu oznajmiła, że wraz z kotami przeprowadziła się do Niemiec.